# بنجامین دبس
بنجامین دبس (انگلیسی: Benjamin Dabbs; ۱۷ آوریل ۱۹۰۴ – ۳۰ دسامبر ۲۰۰۰) بازیکن فوتبال اهل بریتانیا بود.
از باشگاه‌هایی که در آن بازی کرده‌است می‌توان به باشگاه فوتبال لیورپول اشاره کرد.